# Prvenstvo Hrvatske u dvoranskom hokeju za žene 2019.
Prvenstvo Hrvatske u dvoranskom hokeju za žene za sezonu 2018./19. je osvojila ekipa "Zelina" iz Svetog ivana Zeline. 
 
prvenstvo je igrano u siječnju i veljači 2019. godine. 

## Sudionici
- Jedinstvo – Zagreb
- "Mladost" – Zagreb
- "Trešnjevka" – Zagreb
- "Zelina" – Sveti Ivan Zelina
- "Zelina II" – Sveti Ivan Zelina
- "Zrinjevac" – Zagreb

## Ljestvica i rezultati

### Ligaški dio
Ljestvica
| mj | klub       | ut | pob | ner | por | gol+ | gol- | bod |             |
| -- | ---------- | -- | --- | --- | --- | ---- | ---- | --- | ----------- |
| 1. | Zelina     | 5  | 4   | 1   | 0   | 54   | 6    | 13  | doigravanje |
| 2. | Mladost    | 5  | 4   | 1   | 0   | 36   | 4    | 13  | doigravanje |
| 3. | Zrinjevac  | 5  | 3   | 0   | 2   | 34   | 16   | 9   | doigravanje |
| 4. | Trešnjevka | 5  | 2   | 0   | 3   | 7    | 27   | 6   | doigravanje |
| 5. | Jedinstvo  | 5  | 1   | 0   | 4   | 10   | 36   | 3   |             |
| 6. | Zelina II  | 5  | 0   | 0   | 5   | 1    | 53   | 0   |             |

Rezultati

### Doigravanje
| datum             | klub1         | rez           | klub2         |
| poluzavršnica     | poluzavršnica | poluzavršnica | poluzavršnica |
| ----------------- | ------------- | ------------- | ------------- |
| 23. veljače 2019. | Mladost       | 6:1           | Zrinjevac     |
| 23. veljače 2019. | Zelina        | 10:0          | Trešnjevka    |
|                   |               |               |               |
| za 3. mjesto      |               |               |               |
| 23. veljače 2019. | Trešnjevka    | 1:5           | Zrinjevac     |
|                   |               |               |               |
| završnica         |               |               |               |
| 23. veljače 2019. | Zelina        | 1:0           | Mladost       |

### Konačni poredak
| mj | klub                          |
| -- | ----------------------------- |
| 1. | Zelina (Sveti Ivan Zelina)    |
| 2. | Mladost Zagreb                |
|    |                               |
| 3. | Zrinejvac Zagreb              |
| 4. | Trešnjevka Zagreb             |
|    |                               |
| 5. | Jedinstvo Zagreb              |
| 6. | Zelina II (Sveti Ivan Zelina) |

## Vanjske poveznice
- hhs-chf.hr, Hrvatski hokejski savez
- hhs-chf.hr, Dvoransko prvenstvo Hrvatske za seniore i seniorke